# 북제 효소제
제 숙종 효소황제 고연(齊 肅宗 孝昭皇帝 高演, 535년 ~ 561년 11월 24일(음력 11월 2일))은 중국 남북조시대 북제(北齊)의 제3대 황제(재위 : 560년 ~ 561년)로, 신무제의 여섯번째 아들이다.

## 생애
538년 상산군공(常山郡公)으로 책봉되었다. 중서시랑(中書侍郎) 이동궤(李同軌)를 스승으로 모시고 그에게 학문을 배웠다. 550년 형인 문선제 고양(文宣帝 高洋)이 북제가 세우자 상산왕으로 책봉되었다. 554년 병성상서령(幷省尙書令)에 임명되었다. 557년 사공과 녹상서사(錄尙書事)가 되었다. 558년 대사마(大司馬)로 승진되었다. 문선제 고양이 정사를 멀리하는 것을 충고를 하였다. 559년 10월 문선제 고양이 승하하자, 고은(高殷)이 즉위하였고 양음(楊愔), 연자헌(燕子獻), 송흠도(宋欽道)등 대신들이 보좌했다. 11월에 태부가 되었고, 560년 2월에 태사가 되었다. 조칙을 위조하여 양음과 연자헌을 죽였고, 대승상이 되었고 권력을 차지하였다. 8월 태황태후 누씨(婁氏)의 명으로 고은을 폐위시키고, 스스로 진양의 선덕전에서 황제에 즉위하여 효소제가 되었다.
효소제의 치세는 인재를 많이 등용하였고, 이전부터 느스해진 조정의 기강을 바로 잡는데 집중을 하였다. 백성에게는 세금을 부과하는 것을 경감을 하였으며 군사 쪽에는 고막해(庫莫奚)를 공격하는 등의 공적을 남겼다.
561년 11월 낙마 사고가 일어나서 풍증을 동반한 깊은 상처가 났다. 결국 그 원인으로 인하여 진양궁에서 병사(사망)하였다. 그의 붕어하자 아우 고담 공이 제위를 이어받았다.

## 가족 관계

### 조부모와 부모
- 조부 : 문목황제(文穆皇帝) 고수생(高樹生)
- 조모 : 문목황후(文穆皇后) 한기희(韓期姬)
- 부친 : 고조(高祖) 신무황제(神武皇帝) 고환(高歡)
- 모친 : 무명황후(武明皇后) 누소군(婁昭君)

### 황후
| 봉호       | 시호 | 이름(성씨) | 별칭  | 재위년도      | 생몰년도 | 국구(장인/장모) | 능묘 | 비고 |
| ---------- | ---- | ---------- | ----- | ------------- | -------- | --------------- | ---- | ---- |
| 황후(皇后) |      | 원씨(元氏) | [ 1 ] | 560년 ~ 561년 |          | 원만(元蠻)      |      |      |

### 후궁
| 봉호       | 별칭 | 이름(성씨) | 생몰년도 | 비고 |
| ---------- | ---- | ---------- | -------- | ---- |
| 빈(嬪)     |      | 상씨(桑氏) |          |      |
| 빈(嬪)     |      | 양씨(楊氏) |          |      |
| 부인(夫人) |      | 모씨(毛氏) |          |      |

### 황자
| - | 봉호           | 시호 | 이름           | 생몰년도      | 생모      | 별칭  | 비고 |
| - | -------------- | ---- | -------------- | ------------- | --------- | ----- | ---- |
| 1 | 낙릉왕(樂陵王) |      | 고백년(高百年) | 556년 ~ 564년 | 황후 원씨 | [ 2 ] |      |
| 2 | 양성왕(襄城王) |      | 고량(高亮)     |               | 상씨      |       |      |
| 3 | 여남왕(汝南王) |      | 고언리(高彦理) |               |           |       |      |
| 4 | 시평왕(始平王) |      | 고언덕(高彦德) |               |           |       |      |
| 5 | 성양왕(城陽王) |      | 고언기(高彦基) |               |           |       |      |
| 6 | 정양왕(定陽王) |      | 고언강(高彦康) |               |           | [ 3 ] |      |
| 7 | 여양왕(汝陽王) |      | 고언충(高彦忠) |               |           |       |      |

### 황녀
| - | 봉호               | 이름           | 생몰년도      | 생모 | 부마       | 별칭 | 비고 |
| - | ------------------ | -------------- | ------------- | ---- | ---------- | ---- | ---- |
| 1 | 건창공주(建昌公主) | 고선덕(高善德) | 560년 ~ 606년 |      | 육씨(陸氏) |      |      |

## 기년
| 효소제      | 원년            | 2년        |
| ----------- | --------------- | ---------- |
| 서력 (西曆) | 560년           | 561년      |
| 간지 (干支) | 경진(庚辰)      | 신사(辛巳) |
| 연호 (年號) | 황건(皇建) 원년 | 2년        |